# Arthur Hahnloser
Arthur Hahnloser (* 12. April 1870 in Winterthur; † 17. Mai 1936 in Cannes) war ein Schweizer Augenarzt und Kunstsammler.

## Leben
Hahnloser wurde als Sohn eines Textilkaufmanns und dessen Frau geboren. 1898 ehelichte er Hedy Bühler (1873–1952), Kunstgewerblerin und Kunstsammlerin. Sein Sohn Hans R. Hahnloser (1899–1974) wurde Kunsthistoriker.
Nach der 1889 Matura studierte er Medizin in Zürich, Lausanne und Heidelberg und schloss eine Ausbildung als Augenarzt in Zürich, Wien, London und Utrecht an. 1896 wurde er zum Dr. med. promoviert. 1898 liess er sich in Winterthur nieder und eröffnete eine Praxis mit Klinikteil in der Villa Flora. 1907 zog er beruflich in das Privatkrankenhaus Winterthur.
Hahnloser baute eine grosse Sammlung Schweizer und französischer Kunst des 19./20. Jahrhunderts auf. Ab 1907 war er Vorstandsmitglied des Kunstvereins Winterthur. Er pflegte enge Kontakte zur Künstlergruppe Nabis und zu Vertretern des Fauvismus (u. a. Henri Matisse, Pierre Bonnard, Henri Manguin, Aristide Maillol, Félix Vallotton, Edouard Vuillard und Ker-Xavier Roussel). 1980 ging ein Teil seiner Sammlung an eine Stiftung. Seit 1995 gehören seine Werke zum Bestand des Kunstmuseums Villa Flora in Winterthur.